# 井戸覚弘 (戦国時代)
井戸 覚弘（いど さとひろ）は、戦国時代から江戸時代前期にかけての武将、旗本。
孫に井戸覚弘。子孫に、幕末に長崎奉行・江戸北町奉行などを務めた同姓同名の井戸覚弘がいる。

## 生涯
井戸氏は大和国の国人。父・井戸良弘が尾張国へ赴いて織田信長に仕官する一方、覚弘は井戸城に残って2万石を領し、筒井順慶とその養子定次に仕えた。定次の伊賀国への転封に従い、朝鮮出兵の際は名護屋城へ赴く。その後は織田秀信の配下で朝鮮へ渡り、武功を挙げた。この褒美として、現地で茶碗10個を賜った。覚弘はこの内5個を徳川家康に献上し、余った5個を豊臣秀頼に献上した。家康は献上された内の1個を覚弘に返還したといい、これが井戸茶碗だとする説がある。しかしそれ以前から井戸茶碗の名称は日本の記録にあり、定説ではない。
慶長13年（1608年）、主君・筒井定次が改易されると、大和柳生谷に隠棲し、慶長14年（1609年）に江戸に赴いて徳川家康、秀忠に謁見、3000石を得た。そのまま秀忠の配下となり、常陸国真壁郡・下野国都賀郡に合わせて3040石を賜った。大坂の陣では安藤重信の配下となり、重信の長男重長が若年だったため、命を受けて重長に代わって兵を率いた。寛永10年（1633年）に致仕。長男良弘の石高の内、500石を賜って老後料とした。
寛永15年（1638年）10月17日死去、享年83。養源寺に埋葬された。

## 参考
- 「寛政重脩諸家譜. 第6輯」(1923年)

## 関連記事
- 井戸茶碗